# Huize Tieder

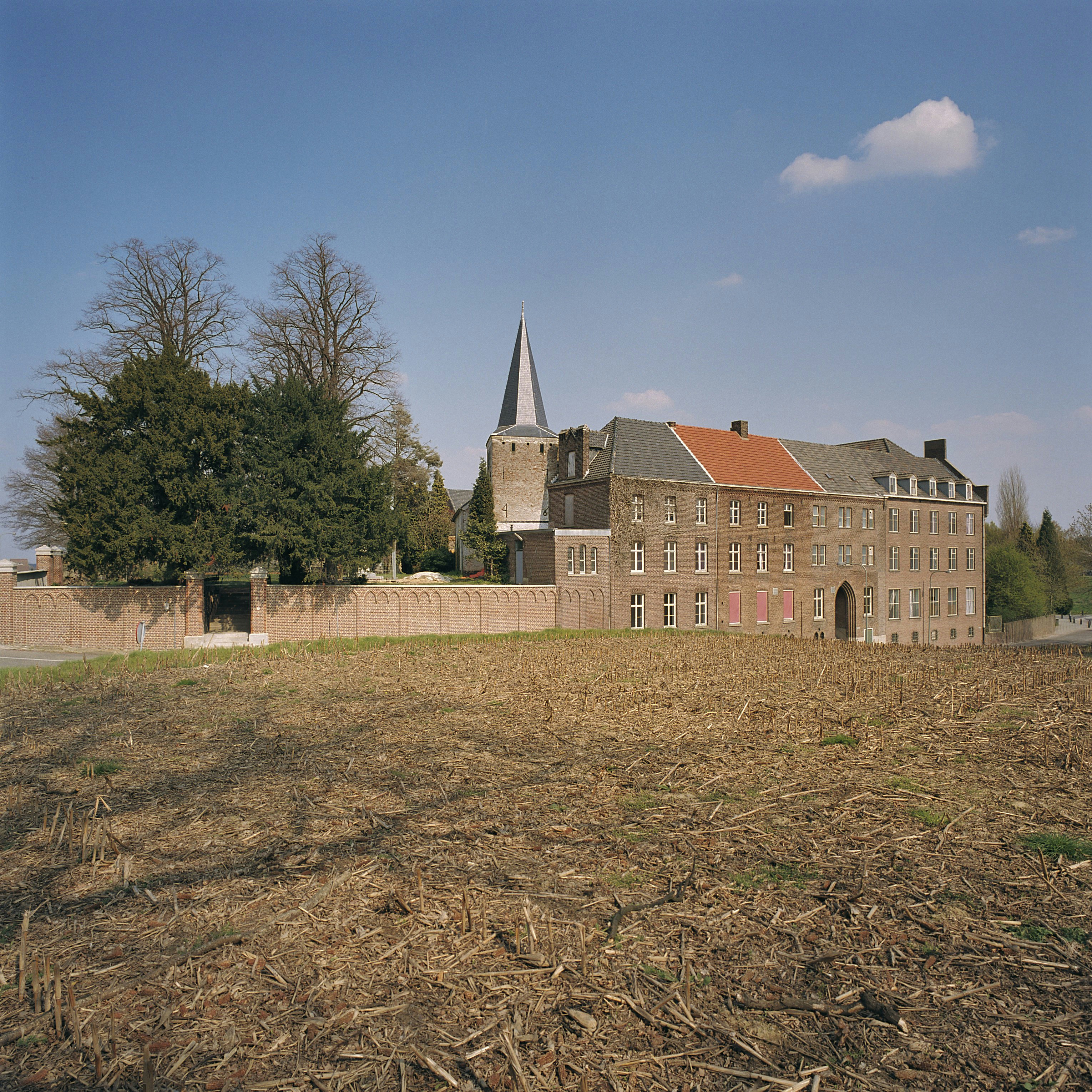
Het kloostercomplex in 2004

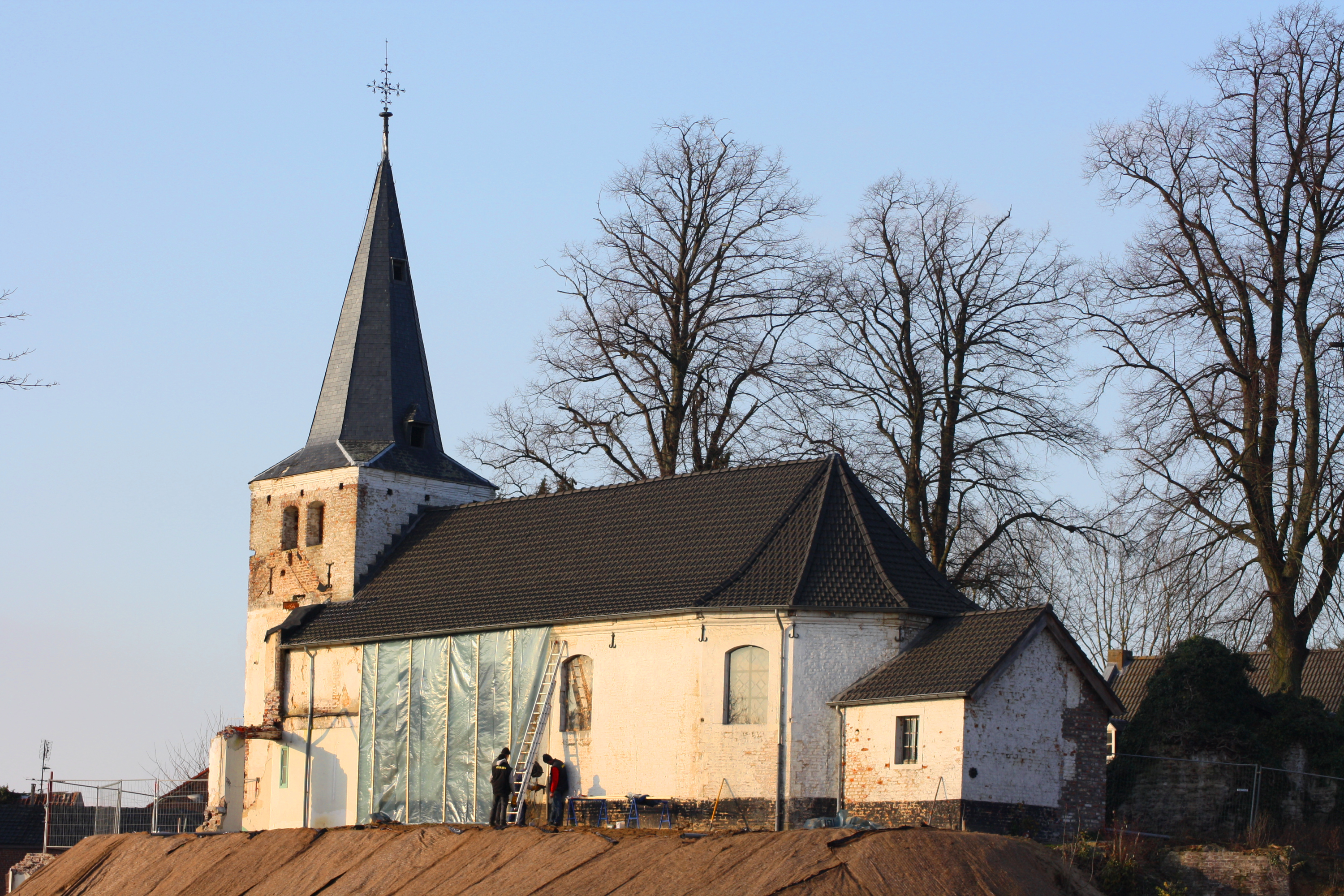
De Sint-Clemenskerk te Brunssum in 2009 na de sloop van Huize Tieder.

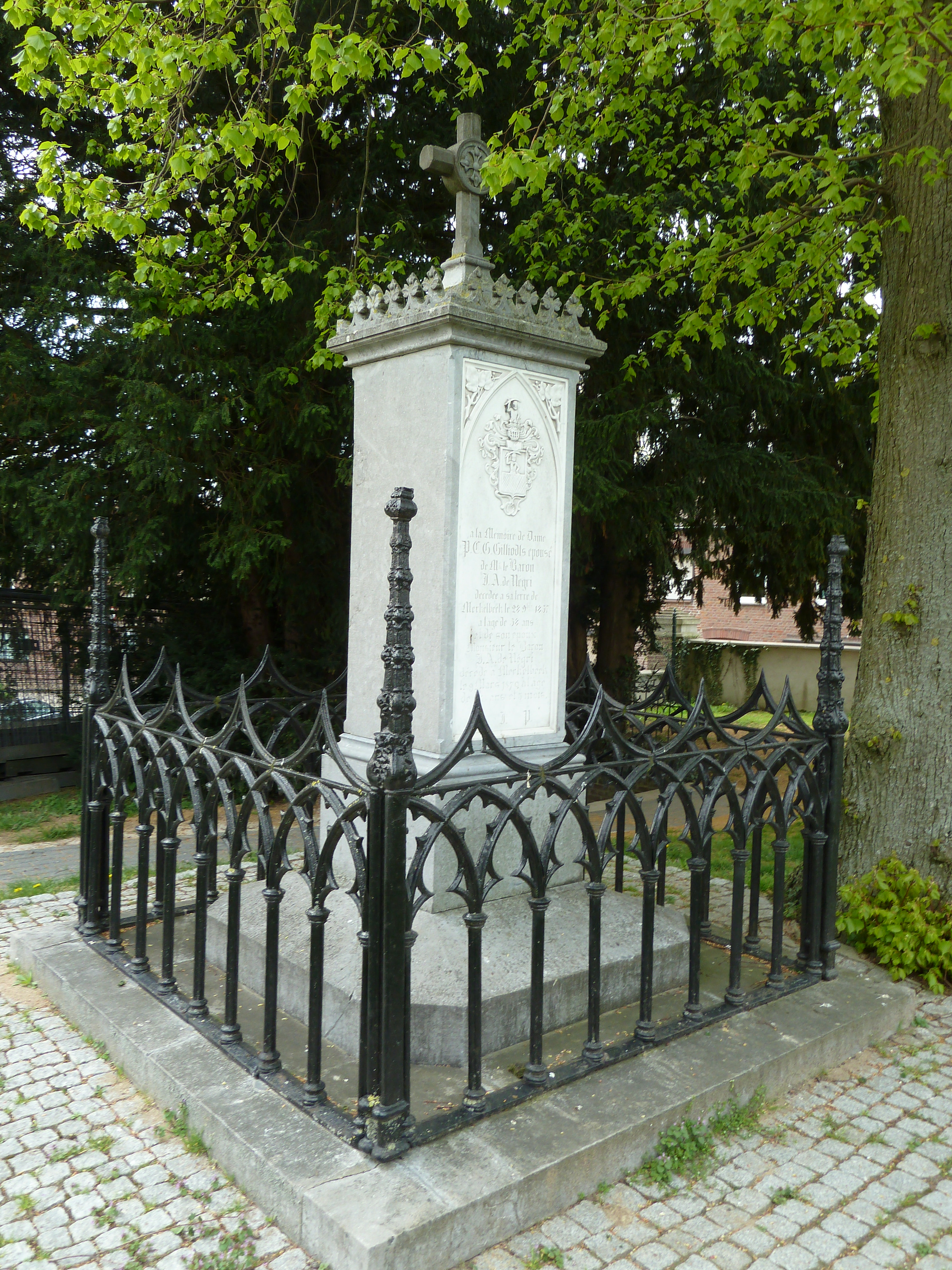
Het Praalgraf van het echtpaar de Negri naast de Sint-Clemenskerk in Brunssum.

Huize Tieder, origineel: kloostercomplex Merkelbeek, lag in het noorden van Brunssum in de buurtschap De Kling. Het  klooster was omgeven door diverse kleine monumenten: het Sint-Clemenskerkje, de kerkhofmuur, de Lourdesgrot en het grafmonument de Negri.

## Geschiedenis
Het kloostercomplex Merkelbeek was een van Brunssums meest markante locaties. In de 13e eeuw werd al melding gemaakt van een kerk op deze plek, maar mogelijk stamt de kerk zelfs uit de 8e of 9e eeuw.
Het eerste klooster werd gevestigd in 1879, door de Liefdezusters van het Kostbaar Bloed. In 1892 namen de Benedictijnen het complex over. Het uiteindelijke klooster werd rond 1900 gebouwd (onder meer de Lambrechtvleugel) in neogotische stijl. In 1913/1914 werd de Rincklakevleugel toegevoegd, naar een ontwerp van de architect Ludgerus Rincklake. 
Het klooster heeft in de loop der jaren vele bewoners gekend. In 1922 werd het complex aangekocht door de Karmelieten die er een groot-seminarie en apostolische school in vestigden. In de jaren twintig werd de Rincklakevleugel verhuurd aan de staatsmijnen, die er ongehuwde mijnwerkers in huisvestten. Tijdens de Tweede Wereldoorlog verbleven er achtereenvolgens Duitse en Geallieerde militairen. Ook zijn er tijdelijk krijgsgevangenen opgesloten. In 1968 werd de neogotische kerk afgebroken en werd het kloostercomplex omgebouwd tot bejaardentehuis Huize Tieder. Deze naam werd tot de sloop aan het klooster verbonden. Het klooster bleef een bejaardentehuis tot 1992. Toen werd het complex ingericht als asielzoekerscentrum. Op 15 december 2000 verlieten de laatste asielzoekers het klooster. Sinds die tijd stond het complex leeg.

## Van leegstand tot afbraak
In 2001 gaf het gemeentebestuur opdracht aan het Monumentenhuis in Roermond om onderzoek te doen naar de historische en architectonische waarde van het klooster. De conclusie van het Monumentenhuis was dat "de ambiance van het klooster dermate speciaal is dat het gebouw verdient om behouden te blijven". Het gemeentebestuur heeft deze conclusie gebruikt om de plannen voor het kloostercomplex verder uit te werken waarbij de bijzondere architectuur en het historische karakter van het kloostercomplex behouden moest blijven. Later kwam de gemeente terug op haar besluit het gehele complex te behouden. Op 22 maart 2008 werd het klooster vermoedelijk in brand gestoken. Op 1 februari 2009 stond het klooster weer in brand, waarbij een gedeelte van de bovenste verdieping ingestort is. Per juni 2009 is het klooster gesloopt om plaats te maken voor een zorghotel. Het oude parochiekerkje, de H. Clemenskerk, en de kleine monumenten blijven behouden en werden gerestaureerd.